# Хосе Інглес
Хосе́ Інґле́с, ісп. José Inglés (*1718, Валенсія — †1789, Валенсія) — іспанський художник, батько художника Вісенте Інглеса. Академік Академії Сан Карлоса.

## Твори
Автор картин:
- Діва бездомних (La Virgen de los Desamparados), церква св. Августина
- Росарійська Божа Матір (Nuestra Señora del Rosario), церква в Кампанарі
- Проповідь святого Рамона (San Ramón predicando), музей Валенсії
- Портрет пана Алонсо Гомеса (Retrato del venerable Alonso Gómez), музей Валенсії
- Святий Вісенте Феррер і розмова з Каспом (San Vicente Ferrer en el compromiso de Caspe), Академія Сан Фернандо